# Attacus aurantiacus
Attacus aurantiacus es una polilla perteneciente a la familia Saturniidae, originaria de las islas Kai. La especie fue descrita por primera vez por el zoólogo inglés Lionel Walter Rothschild habiendo sido descrita en 1882.

## Descripción
Las alas son de color naranja parduzco a rosado. La banda transversal está compuesta únicamente por tres barras contiguas: la interna de color rojo chocolate, la segunda blanca y la externa el doble de ancha que en A. atlas, de un rosa intenso, salpicada de escamas azules en el borde exterior. La costa es de color azul grisáceo.
Las manchas vítreas en las cuatro alas son grandes y mucho más cercanas a la base que en cualquier otra especie oriental de Attacus. Como las otras especies del género, es una polilla grande, con una envergadura de unos 280 milímetros (11,0 plg).